# Alceu (filho de Perseu)
Alceu é pai de Anfitrião, o marido de Alcmena. É avô de Íficles, o irmão gêmeo de Hércules.